# First Line
First Line est une équipe de super-héros appartenant à l'univers de Marvel Comics. Elle est apparue pour la première fois dans Marvel : The Lost Generation #12.
Pour Marvel, il s'agissait de créer une nouvelle équipe destinée à combler les manques et réparer les incohérences scénaristiques. On parle donc de retcon, c'est-à-dire d'intégration rétroactive dans la continuité. 

## Origine
La toute première formation de First Line fut organisée par trois agents américains, en 1958. Il s'agissait du Yankee Clipper, Liberty Girl et Renard Noir. Au cours d'une mission, leur allié l'agent Jake Scott fut blessé. Le Yankee Clipper, appela à la rescousse une guérisseuse, Florence Nightingale. Sauvé, Jake Scott devint Effigy, et le groupe compta alors deux membres de plus.
Le jeune frère du Clipper, Kid Justice intégra l'équipe peu après, mais Liberty Girl trouva la mort, tuée par Chimera. Le groupe combattit la super-vilaine et Griffe Jaune, de 1961 à 1963.
L'équipe se fit discrète mais recruta de nouveaux membres, comme les Éternels Pixie et Makkari (sous l'identité du Major Mercury). Kid Justice, désormais adulte, se fit appeler Mr Justice. First Line assista Thor plusieurs fois.
Quand le gouvernement américain développa réellement son programme spatial, First Line fut chargé de la sécurité et l'équipe affronta une escouade Skrull alliée à des super-vilains terriens.
Dans les années 70 éclata l'affaire du Watergate, et Effigy partit s'installer à Washington. Le Chevalier Templier prit très vite sa retraite et l'équipe fut dissoute par le Président Nixon.
Pourtant, le Renard Noir assembla sa propre équipe avec ses anciens camarades. Cette équipe était hors-la-loi. L'équipe fut de nouveau dissoute quand Blackjack fut tué par Scimitar et que le Renard Noir quitta le groupe.
Des années plus tard, Effigy reprit contact avec ses anciens coéquipiers Oxbow et Pixie, et reforma First line, avec l'aide du Cerveau Eternel. Avec 4 autres nouveaux membres, l'organisation retrouva un QG officiel et assista le SHIELD contre une attaque de Déviants.
À la suite d'un incident, Yéti fut forcé de quitter l'équipe et Effigy le remplaça par le Docteur Mime. Morph partit lui aussi et fut remplacé par Firefall et Mr Justice. First Line affronta Nocturne et des espions Skrulls.
Le neuvième et dernier line-up combattit une force d'invasion Skrull mais tous les membres furent tués, excepté Pixie, qui disparut ensuite.

## Composition
L'équipe compta de nombreux changements dans son roster d'origine, au cours des années. 

### Première équipe
- le Renard Noir
- Effigy
- Liberty Girl
- Nightingale
- le Yankee Clipper (leader)

### Seconde équipe
- le Renard Noir
- Effigy
- Liberty Girl (tuée)
- Nightingale
- le Yankee Clipper (leader)
- Kid Justice

### Troisième équipe
- le Renard Noir
- Effigy (leader)
- Mr Justice
- Oxbow
- Rebound
- Frank
- Major Mercury (Makkari, qui se faisait alors passer pour un humain)
- Pixie

### Quatrième équipe
- le Renard Noir
- Effigy (leader)
- Mr Justice
- Oxbow
- Pixie
- Nightingale
- Firefall
- Blackjack

### Cinquième équipe
- le Renard Noir
- Mr Justice
- Oxbow
- Pixie
- Katyusha
- le Chevalier Templier (leader)
- Reflex
- Vulcan

### Sixième équipe
- le Renard Noir (leader)
- Mr Justice
- Oxbow
- Pixie
- Reflex
- Nightingale
- Blackjack
- Flatiron
- Positron

### Septième équipe
- Oxbow
- Pixie
- Effigy (leader)
- Morph
- le Cerveau Eternel
- Rapunzel
- Walkabout
- Yéti

### Huitième équipe
- Oxbow
- Pixie
- Effigy (leader)
- Rapunzel
- Walkabout
- Mr Justice
- Firefall
- le Docteur Mime

### Neuvième équipe
- Oxbow
- Pixie
- Effigy (leader)
- Mr Justice
- Firefall
- Walkabout
- le Cerveau Eternel
- Nightingale